# Іван Звіряка
Іван Звіряка (чернече ім'я Юстин) (нар. 1717 — пом. до 26 лютого 1790) — чернець, двоюрідний брат відомого українського філософа, поета та педагога Григорія Сковороди.

## Життєпис
Народився в родині посполитого з Чорнух.
1743 року закінчив навчання і постригся в монахи Києво-Печерської Лаври.
Був висвячений на ієродиякона й ієромонаха, став настоятелем Троїцького монастиря.
Згодом призначений на престижну посаду керівника Лаврської друкарні відповідно до Рішення Духовного Собору Києво-Печерської Лаври.
Будучи ігуменом в Сінненському Покровському монастирі неодноразово приймав свого двоюрідного брата Григорія Сковороду, коли той там зупинявся.
Знавець античної (грецької та римської) літератури.